# トビネズミ
トビネズミ（跳鼠）は、トビネズミ科に属する齧歯類の総称である。

## 分布
北アフリカから東アジアにかけて、砂漠などの乾燥地帯に生息する。

## 形態
体長4～26cm。後ろ足が長く、二本足で立ち、カンガルーのように跳躍して移動する。一跳びで3m程度跳躍できる。

## 生態
体長と同程度の長いヒゲをもつ。高く飛び上がったとき以外は、このヒゲが地面に触れており、障害物や食物の有無など地表の様子を触覚から探知している。夜行性であり、気温の高い昼間は地中に掘った巣穴の中で休み、涼しくなった夜間に外に出て、食物を摂る。主な食物は植物の若芽、根、種子などである。乾燥した環境に強く、ほとんど水分を摂らずに生活できる。体内の水分消費を最小限にするよう、尿は濃縮され、強い酸性を示す。

## 分類
Holden & Musser (2005) のように、オナガネズミ亜科Sicistinaeやトビハツカネズミ亜科Zapodinaeを本科に含める説もあった。Lebedev et al. (2012) によるトビネズミ上科の分子系統解析では、オナガネズミ属Sicistaが初期に分岐し、トビハツカネズミ亜科が狭義の本科の姉妹群となる結果が得られた。この結果に従い、2亜科をそれぞれ独立した科Sminthidae・Zapodidaeとする説も提唱されている。
以下の分類は、イツユビトビネズミ属を除いてLebedev et al. (2012) に従う。和名は川田ら (2018) に従う。
- イツユビトビネズミ亜科 Allactaginae
  - イツユビトビネズミ属（広義） Allactaga[1] - 以下の5属に分割する説がある[2]。
    - Allactaga
    - Orientallactaga
    - Scarturus
    - Paralactaga
    - Microallactaga

  - カラクムイツユビトビネズミ属 Allactodipus
  - オブトトビネズミ属 Pygeretmus
- コミミトビネズミ亜科 Cardiocraniinae
  - Cardiocraniini族
    - イツユビコミミトビネズミ属 Cardiocranius

  - Salpingotini族
    - ミユビコミミトビネズミ属 Salpingotus（バルチスタンコミミトビネズミ属Salpingotulusを含む）
- トビネズミ亜科 Dipodinae
  - Dipodini族
    - キタミユビトビネズミ属 Dipus
    - リヒテンシュタイントビネズミ属 Eremodipus
    - ミユビトビネズミ属 Jaculus
    - オブトミユビトビネズミ属 Stylodipus

  - Paradipodini族
    - ケアシトビネズミ属 Paradipus
- オオミミトビネズミ亜科 Euchoreutinae
  - オオミミトビネズミ属 Euchoreutes